# Liedboek voor de Kerken
Liedboek voor de Kerken (holländska för Sångbok för kyrkorna) är titeln på den mest använda kyrkliga sångboken i ett antal protestantiska kyrkor i Nederländerna. Den utgavs 1973 och ersatte då olika psalm- och sångsamlingar som använts inom olika reformerta samfund. Den innehåller 150 psalmer och 491 sånger. Bland de mer kända diktarna i sångboken finns Jan Wit, Willem Barnard, Ad den Besten och Huub Oosterhuis.
Under årens lopp har behovet ökat att infoga nya sånger i samlingen. Ett supplement med 217 sånger utgavs år 2005 med titeln Tussentijds.